# Fonti
Fonti ou (Banwa Fonti) est une localité du Cameroun située dans le département du Haut-Nkam et la Région de l'Ouest. C'est un village bamiléké qui fait partie de l'arrondissement de Banwa.
Fonti est un Groupement de 2e degré de l'arrondissement de Banwa. Son chef Tchoualé Tchoualé Léon est intronisé en 1999. Il est le 11e chef de la lignée royale.

## Population
Lors du recensement de 2005, le Groupement Fonti comptait 1 564 habitants.

## Organisation traditionnelle
Le groupement Fonti est formé de 7 (sept) chefferies de 3e degré :
- Dombock
- Menkoutchué
- Kako 1
- Kako 2
- Pookako
- Dakla'a Kako
- King Place